# Amblyseius brachyscutatus
Amblyseius brachyscutatus är en spindeldjursart som beskrevs av Zannou, Moraes och Oliveira 2007. Amblyseius brachyscutatus ingår i släktet Amblyseius och familjen Phytoseiidae. Inga underarter finns listade i Catalogue of Life.